# Foot-Ball Club Juventus 1929-1930
Questa voce raccoglie le informazioni riguardanti la Foot-Ball Club Juventus nelle competizioni ufficiali della stagione 1929-1930.

## Stagione

L'attacco bianconero impegna il portiere romanista Ballanti nella vittoriosa sfida del

La seconda metà dell'anno 1929 registrò l'istituzione del girone unico, ovvero la nascita della Serie A e della Serie B a 18 squadre. Gli juventini, rafforzati dall'oriundo argentino Renato Cesarini, chiusero il primo campionato di Serie A al terzo posto segnando 78 reti, con 5 punti di meno rispetto all'Ambrosiana campione d'Italia.

## Divise
| Casa | 1ª portiere | 2ª portiere |

## Organigramma societario
Area direttiva
- Presidente: Edoardo Agnelli

Area tecnica
- Allenatore: William Aitken

## Rosa
| N. |                   | Ruolo | Calciatore                  |
| -- | ----------------- | ----- | --------------------------- |
|    | Italia (bandiera) | P     | Gianpiero Combi             |
|    | Italia (bandiera) | D     | Umberto Caligaris           |
|    | Italia (bandiera) | D     | Mario Ferrero               |
|    | Italia (bandiera) | D     | Giuseppe Mortarotti         |
|    | Italia (bandiera) | D     | Virginio Rosetta (capitano) |
|    | Italia (bandiera) | D     | Mario Varglien (I)          |
|    | Italia (bandiera) | C     | Oreste Barale (III)         |
|    | Italia (bandiera) | C     | Carlo Bigatto (capitano)    |
|    | Italia (bandiera) | C     | Ezio Borgo (II)             |
|    | Italia (bandiera) | C     | Tommaso Caudera             |
|    | Italia (bandiera) | C     | Carlo Crotti                |
|    | Italia (bandiera) | C     | Edmondo Della Valle         |
|    | Italia (bandiera) | C     | Ferruccio Diena (I)         |

| N. |                     | Ruolo | Calciatore             |
| -- | ------------------- | ----- | ---------------------- |
|    | Italia (bandiera)   | C     | Giovanni Greppi        |
|    | Italia (bandiera)   | C     | Lino Mosca             |
|    | Italia (bandiera)   | C     | Giovanni Varglien (II) |
|    | Ungheria (bandiera) | C     | József Viola           |
|    | Italia (bandiera)   | A     | Renato Cesarini        |
|    | Italia (bandiera)   | A     | Luigi Cevenini (III)   |
|    | Italia (bandiera)   | A     | Giuseppe Gobetti       |
|    | Italia (bandiera)   | A     | Alberto Merciai        |
|    | Italia (bandiera)   | A     | Federico Munerati      |
|    | Italia (bandiera)   | A     | Raimundo Orsi          |
|    | Italia (bandiera)   | A     | Renato Sanero          |
|    | Italia (bandiera)   | A     | Oliviero Vojak (II)    |
|    | Italia (bandiera)   | A     | Giovanni Zanni         |

## Risultati

### Serie A

#### Girone di andata
| Arbitro: | Caironi (Milano) |

|                                              |           |                   |
| Zoccola 10’ (aut.) Cevenini 64’ Munerati 86’ | Marcatori | 42’, 54’ Mihalich |

| Arbitro: | Dani (Genova) |

|               |           |                                                   |
| Silvestri 78’ | Marcatori | 24’ Varglien 61’ Orsi 63’, 79’ Zanni 77’ Munerati |

| Cremona 20 ottobre 1929, ore 15:00 CET 3ª giornata | Cremonese       | 0 – 0 referto | Juventus | Stadio Giovanni Zini\| Arbitro: \| Giorgi (Milano) \| |
| Arbitro:                                           | Giorgi (Milano) |               |          |                                                       |

| Arbitro: | Scarpi (Dolo) |

|          |           |  |
| Orsi 30’ | Marcatori |  |

| Arbitro: | Turbiani (Ferrara) |

|                                                  |           |                    |
| Munerati 7’, 48’, 60’, 80’ Varglien 12’ Orsi 68’ | Marcatori | 85’ (rig.) Zanello |

| Arbitro: | Caironi (Milano) |

|                      |           |  |
| Caligaris 88’ (aut.) | Marcatori |  |

| Arbitro: | Bonello (Venezia) |

|             |           |  |
| Caudera 64’ | Marcatori |  |

| Torino 24 novembre 1929, ore 14:30 CET 8ª giornata | Torino         | 0 – 0 referto | Juventus | Stadio Filadelfia\| Arbitro: \| Lenti (Genova) \| |
| Arbitro:                                           | Lenti (Genova) |               |          |                                                   |

| Arbitro: | Pessato (Monfalcone) |

|                         |           |             |
| Orsi 26’, 59’ Zanni 55’ | Marcatori | 15’ Tansini |

| Arbitro: | Rovida (Milano) |

|  |           |              |
|  | Marcatori | 65’ Munerati |

| Torino 22 dicembre 1929, ore 14:30 CET 11ª giornata | Juventus           | 0 – 0 referto | Brescia | Campo Juventus\| Arbitro: \| Guarnieri (Milano) \| |
| Arbitro:                                            | Guarnieri (Milano) |               |         |                                                    |

| Arbitro: | Dani (Genova) |

|  |           |         |
|  | Marcatori | 2’ Orsi |

| Arbitro: | Carraro (Padova) |

|                                      |           |                                |
| Benatti 35’ Chini Ludueña 51’ (rig.) | Marcatori | 15’, 23’ Cevenini 49’ Munerati |

| Torino 19 gennaio 1930, ore 14:30 CET 14ª giornata | Juventus            | 0 – 0 referto | Genova 1893 | Campo Juventus\| Arbitro: \| Barlassina (Novara) \| |
| Arbitro:                                           | Barlassina (Novara) |               |             |                                                     |

| Arbitro: | Malagodi (Ferrara) |

|                           |           |                      |
| Vecchina 18’ Prendato 81’ | Marcatori | 19’ (aut.) Scanferla |

| Arbitro: | Carraro (Padova) |

|                 |           |                         |
| Della Valle 56’ | Marcatori | 32’ Meazza 62’ Visentin |

| Arbitro: | Mastellari (Bologna) |

|  |           |              |
|  | Marcatori | 55’ Munerati |

#### Girone di ritorno
| Arbitro: | Turbiani (Ferrara) |

|                    |           |                      |
| Buscaglia 60’, 64’ | Marcatori | 3’ Munerati 21’ Orsi |

| Arbitro: | Sani (Ferrara) |

|                                         |           |              |
| Orsi 30’, 63’ Varglien 55’ Munerati 57’ | Marcatori | 37’ Palandri |

| Arbitro: | Sassi (Roma) |

|                                 |           |                |
| Cesarini 7’, 13’, 65’ Zanni 84’ | Marcatori | 30’ Camisaschi |

| Arbitro: | Turbiani (Ferrara) |

|  |           |          |
|  | Marcatori | 55’ Orsi |

| Arbitro: | Sassi (Roma) |

|           |           |  |
| Gatti 43’ | Marcatori |  |

| Arbitro: | Dani (Genova) |

|                               |           |              |
| Balossino 37’ (aut.) Orsi 83’ | Marcatori | 40’ Cattaneo |

| Arbitro: | Scarpi (Dolo) |

|                        |           |                |
| Piccaluga 49’ Aimi 75’ | Marcatori | 90+2’ Munerati |

| Arbitro: | Dani (Genova) |

|                   |           |  |
| Cesarini 19’, 74’ | Marcatori |  |

| Arbitro: | Mastellari (Bologna) |

|              |           |         |
| Torriani 86’ | Marcatori | 1’ Orsi |

| Arbitro: | Lenti (Genova) |

|                           |           |  |
| Cesarini 30’ Varglien 56’ | Marcatori |  |

| Arbitro: | Gonani (Ravenna) |

|                            |           |               |
| Moretti 37’ B. Frisoni 61’ | Marcatori | 23’, 40’ Orsi |

| Arbitro: | Rovida (Milano) |

|  |           |                |
|  | Marcatori | 88’ De Manzano |

| Arbitro: | Turbiani (Ferrara) |

|                        |           |              |
| Zanni 42’ Cesarini 43’ | Marcatori | 2’ Fasanelli |

| Arbitro: | R. Barlassina (Novara) |

|                           |           |  |
| Banchero 78’ Levratto 90’ | Marcatori |  |

| Arbitro: | Rovida (Milano) |

|                        |           |           |
| Cesarini 53’, 69’, 83’ | Marcatori | 87’ Lamon |

| Arbitro: | Scarpi (Dolo) |

|                     |           |  |
| Viani 32’ Conti 67’ | Marcatori |  |

| Arbitro: | Guarnieri (Milano) |

|                               |           |             |
| Orsi 7’ Gobetti 77’ Vojak 87’ | Marcatori | 36’ Spivach |

## Statistiche di squadra
| Competizione | Punti | In casa | In casa | In casa | In casa | In casa | In casa | In trasferta | In trasferta | In trasferta | In trasferta | In trasferta | In trasferta | Totale | Totale | Totale | Totale | Totale | Totale | DR  |
| Competizione | Punti | G       | V       | N       | P       | Gf      | Gs      | G            | V            | N            | P            | Gf           | Gs           | G      | V      | N      | P      | Gf     | Gs     | DR  |
| ------------ | ----- | ------- | ------- | ------- | ------- | ------- | ------- | ------------ | ------------ | ------------ | ------------ | ------------ | ------------ | ------ | ------ | ------ | ------ | ------ | ------ | --- |
| Serie A      | 45    | 17      | 13      | 2       | 2       | 37      | 13      | 17           | 6            | 5            | 6            | 19           | 18           | 34     | 19     | 7      | 8      | 56     | 31     | +25 |

### Statistiche dei giocatori
| Giocatore         | Serie A  | Serie A |
| Giocatore         | Presenze | Reti    |
| ----------------- | -------- | ------- |
| O. Barale (III)   | 11       | 0       |
| C. Bigatto        | 19       | 0       |
| E. Borgo (II)     | 4        | 0       |
| U. Caligaris      | 30       | 0       |
| T. Caudera        | 2        | 1       |
| R. Cesarini       | 16       | 10      |
| L. Cevenini (III) | 16       | 3       |
| G. Combi          | 34       | -31     |
| C. Crotti         | 17       | 0       |
| E. Della Valle    | 5        | 1       |
| F. Diena (I)      | 1        | 0       |
| M. Ferrero        | 5        | 0       |
| G. Gobetti        | 1        | 1       |
| G. Greppi         | 3        | 0       |
| A. Merciai        | 6        | 0       |
| G. Mortarotti     | 2        | 0       |
| L. Mosca          | 20       | 0       |
| F. Munerati       | 30       | 13      |
| R. Orsi           | 34       | 15      |
| V. Rosetta        | 31       | 0       |
| R. Sanero         | 4        | 0       |
| G. Varglien (II)  | 2        | 0       |
| M. Varglien (I)   | 33       | 4       |
| J. Viola          | 19       | 0       |
| O. Vojak (II)     | 6        | 1       |
| G. Zanni          | 23       | 6       |